# Philoneptunus planaltus
Philoneptunus planaltus är en kräftdjursart som först beskrevs av N. de B. Hornibrook 1952.  Philoneptunus planaltus ingår i släktet Philoneptunus och familjen Trachyleberididae. Inga underarter finns listade i Catalogue of Life.